# WrestleMania XXVIII
WrestleMania XXVIII est le vingt-huitième WrestleMania de l'histoire, un pay-per-view produit par la WWE. Il s'est déroulé le 1er avril 2012 au Sun Life Stadium de Miami,.
L'événement, qui était le deuxième WrestleMania à se dérouler en Floride et le cinquième à se tenir à ciel ouvert, a mis en vedette des lutteurs des divisions RAW et SmackDown, créées en 2002 lors de la séparation du personnel de la WWE en deux promotions distinctes. John Cena et The Rock sont les vedettes de l'affiche.
Huit matchs, dont trois mettant en jeu les titres de la fédération, ont été programmés. Chacun d'entre eux est déterminé par des storylines rédigées par les scénaristes de la WWE ; soit par des rivalités survenues avant le pay-per-view, soit par des matchs de qualification en cas de rencontre pour un championnat.

## Organisation

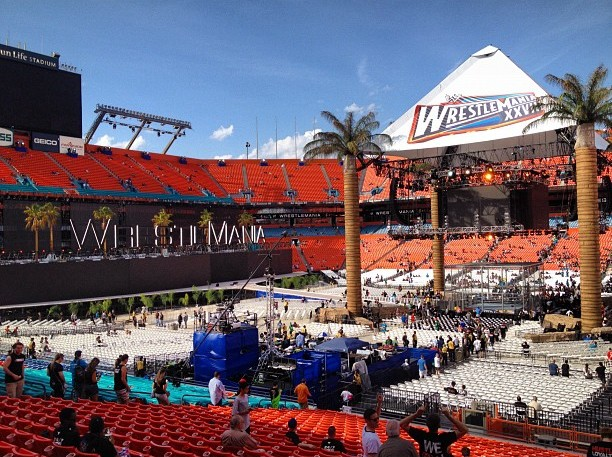
Le SunLife Stadium prêt pour WrestleMania XXVIII.

La ville de Miami était déjà l'une des deux principales candidates à l'organisation de WrestleMania XXVII avec Atlanta. Finalement en février 2010, c'est Atlanta qui s'est vu attribuer l'organisation de l'événement,,. Selon la commission des sports de Miami-Dade, la direction de la WWE pensait que l'organisation de l'événement à Miami aurait été difficile compte tenu du fait que plusieurs événements majeurs étaient organisés la même année dans la région, comme le Super Bowl XLIV. Cependant, Miami a été sérieusement prise en compte pour l'année suivante grâce à sa dimension internationale, ses équipements, aéroports et son expérience dans l'organisation d'importants événements.
Des documents de candidature ont été envoyés à dix-sept villes qui pourraient organiser WrestleMania entre 2012 et 2014,, (Los Angeles, La Nouvelle-Orléans, New York, Toronto, Détroit, Tampa, Vancouver, St. Louis et Jacksonville,).
Le 9 février 2011, le Miami Herald a annoncé que Miami était la candidature retenue. La WWE a annoncé plus tard dans la journée à l'occasion d'une conférence de presse organisée au Fontainebleau Miami Beach, la tenue de l'événement à Miami,. WrestleMania XXVIII sera le deuxième WrestleMania organisé en Floride, le quatrième à ciel-ouvert, et le troisième à ne pas avoir du tout de toit. En plus de WrestleMania XXVIII, plusieurs événements se dérouleront dans le cadre de la "WrestleMania Week" qui se déroulera dans la semaine précédant le show. Parmi ceux-ci, il y a notamment le WrestleMania Axxess qui est une réunion de fans qui se passera au Miami Beach Convention Center, la cérémonie du WWE Hall of Fame cuvée 2012, la finale du WrestleMania Reading Challenge, et un tournoi de Golf pour les célébrités,.

## Contexte

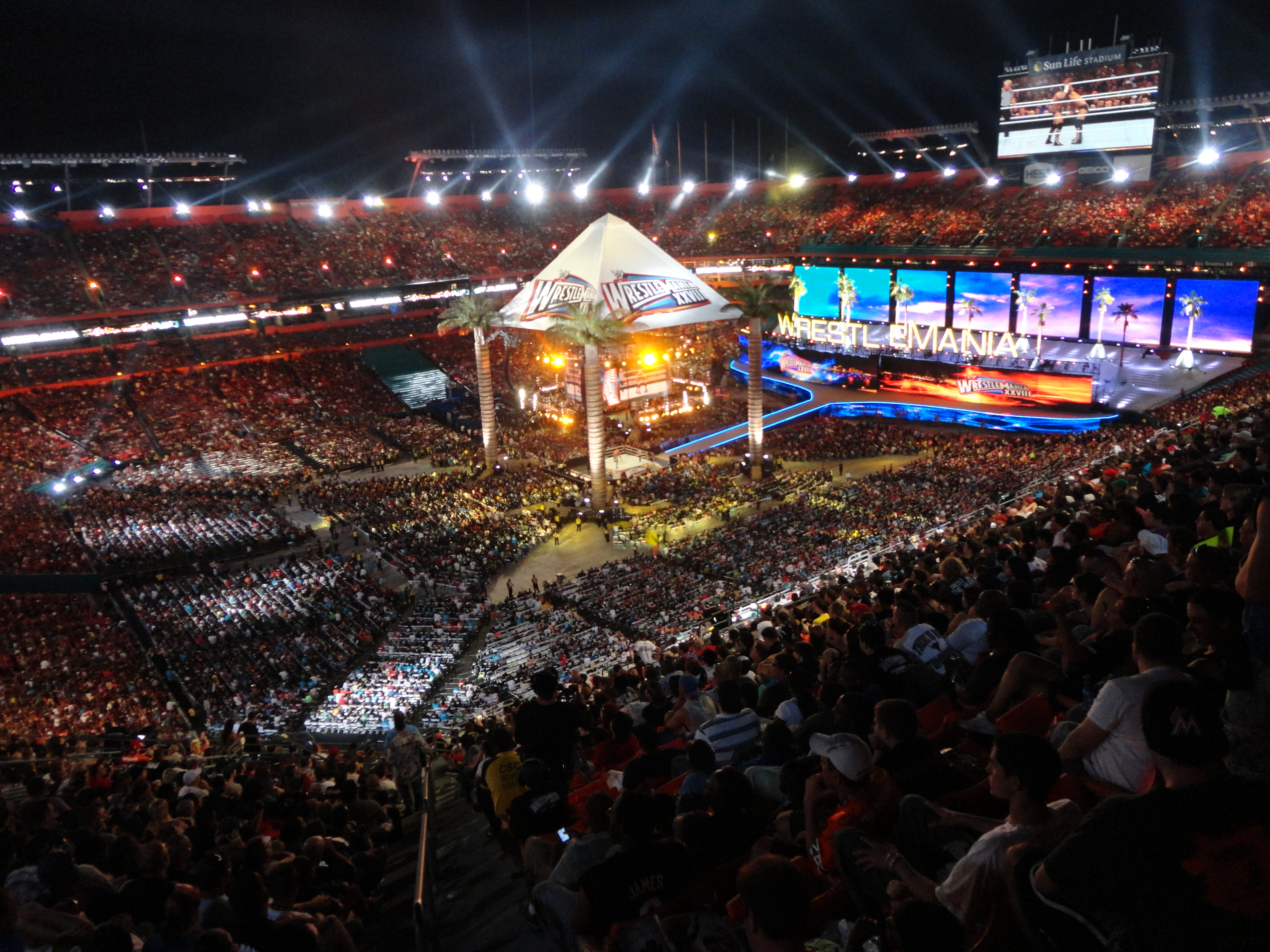
78364 fans au Sun Life Stadium pour WrestleMania XXVIII.

Les spectacles de la WWE en paiement à la séance sont constitués de matchs aux résultats prédéterminés par les scénaristes de la WWE. Ces rencontres sont justifiées par des storylines — une rivalité avec un catcheur, la plupart du temps — ou par des qualifications survenues dans les émissions de la WWE telles que Raw SuperShow, SmackDown et Superstars. Tous les catcheurs possèdent un gimmick, c'est-à-dire qu'ils incarnent un personnage gentil ou méchant, qui évolue au fil des rencontres. Un pay-per-view comme WrestleMania est donc un événement tournant pour les différentes storylines en cours.

### John Cena contre The Rock
Pour la première fois, un match est annoncé pour WrestleMania XXVIII un an à l'avance : le lendemain de WrestleMania XXVII, le 4 avril 2011, The Rock, guest host du pay-per-view, et John Cena se mettent d'accord pour s'affronter à WrestleMania XXVIII dans le main event, annonce faite un an avant l'événement.

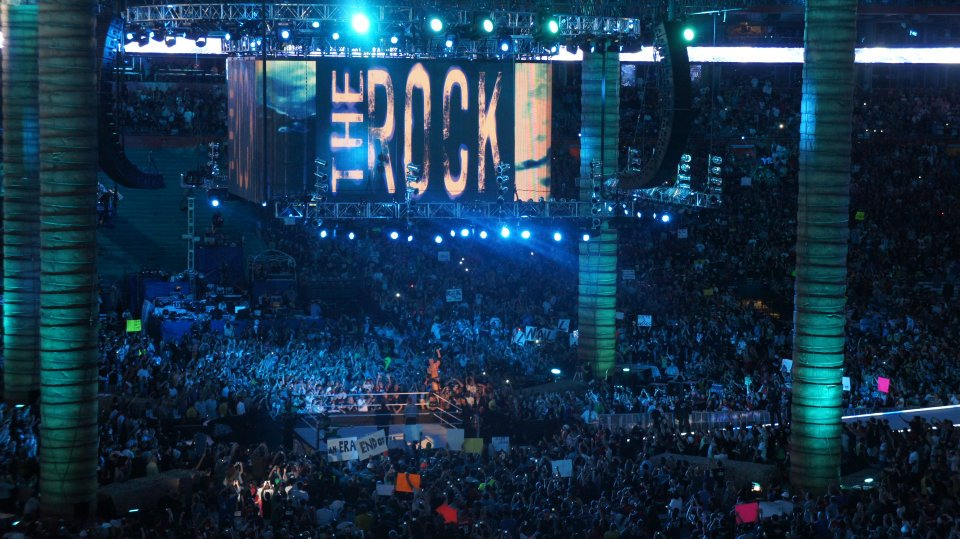
The Rock durant WrestleMania XXVIII

Lors du Raw SuperShow du 24 octobre, John Cena peut choisir un partenaire pour affronter The Miz et R-Truth aux Survivor Series, il choisit The Rock. La semaine suivante, The Rock accepte de faire équipe avec Cena mais pour une seule soirée, rappelant leur match pour WrestleMania XXVIII. John Cena et The Rock remportent leur match contre Awesome Truth, à la fin du match bien qu'ils aient fait équipe, n'oubliant pas le geste You Can't See Me de John Cena sur The Rock, ce dernier effectue un Rock Bottom sur Cena.

### Sheamus contre Daniel Bryan
Après sa victoire au Royal Rumble, Sheamus a droit à un match pour le championnat de la WWE ou de championnat du monde poids lourds dans le main event à WrestleMania XXVIII. À Elimination Chamber, il attaque Daniel Bryan qui vient de conserver son titre dans l'Elimination Chamber match pour le titre du Monde Poids-Lourds pour lui lancer un message.
Le lendemain, il est annoncé sur le site de la WWE que Sheamus affrontera bel et bien Daniel Bryan à WrestleMania, pour le championnat du monde poids lourds.

### CM Punk contre Chris Jericho

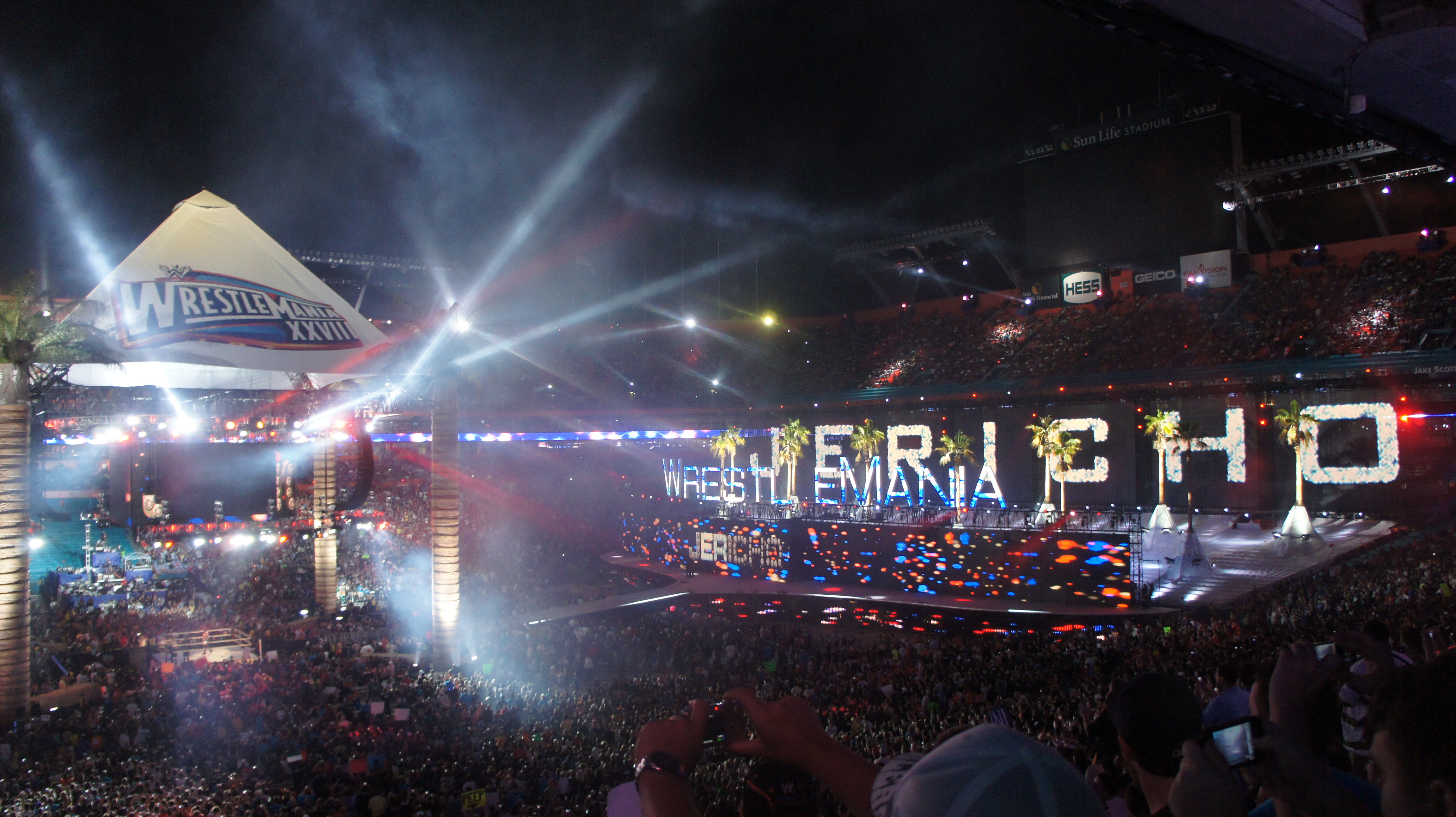
L'entrée de Chris Jericho.

Après son retour à la WWE le 2 janvier, Chris Jericho reste flou et muet sur ses intentions. Au fil des semaines, Jericho fait un Heel turn progressif. Il révèle après sa défaite au Royal Rumble qu'il compte reprendre sa place et donner une leçon à tous ces « wannabees » (ceux qu'ils considèrent comme des copieurs), plus particulièrement le champion de la WWE, CM Punk. Jericho manque de s'emparer du titre lors d'Elimination Chamber, où il est évacué avant la fin du match, après un coup de pied sur le côté de la tête par Punk. Le lendemain, la WWE organise une bataille royale à 10 pour désigner l'adversaire de CM Punk à WrestleMania ; Chris Jericho remporte la bataille royale,.

### The Undertaker contre Triple H
Lors de WrestleMania XXVII, l'affrontement entre The Undertaker et Triple H avait tourné en faveur du Deadman mais celui-ci, épuisé et blessé, a dû être évacué en civière du ring alors que Triple H était reparti debout. Quand un an plus tard, l'Undertaker revient réclamer un match revanche, Triple H, devenu depuis Chief Operating Officer de la WWE, refuse avant de s'expliquer : il ne veut pas détruire la légende de l'Undertaker en le blessant à nouveau et en brisant sa série de victoires (19 victoires à WrestleMania en 19 participations), préférant laisser dans les mémoires le souvenir d'un catcheur indestructible. L'Undertaker insiste et provoque Triple H en lui rappelant que son meilleur ami, Shawn Michaels, a sacrifié sa carrière pour briser la série, et qu'il est meilleur que Triple H pour ça. Là, Triple H revient sur sa décision, accepte de relever à nouveau le défi mais dans ses conditions : un Hell in a Cell match. Le lendemain, la WWE annonce officiellement que le match aura lieu à WrestleMania XXVIII. Après WrestleMania X-Seven et WrestleMania XXVII, il s'agit donc du 3e match opposant les deux hommes lors de ce type de rencontre. Lors du Raw du 5 mars, Shawn Michaels revient sur ce qu'il s'est passé avant WrestleMania XXVII et dans les semaines précédentes, et s'explique avec Triple H sur les raisons qui l'ont poussé à dire qu'il doutait de son ami. Il lui annonce ensuite que pour assister au match, il sera le Special Guest Referee (arbitre spécial) de la rencontre.

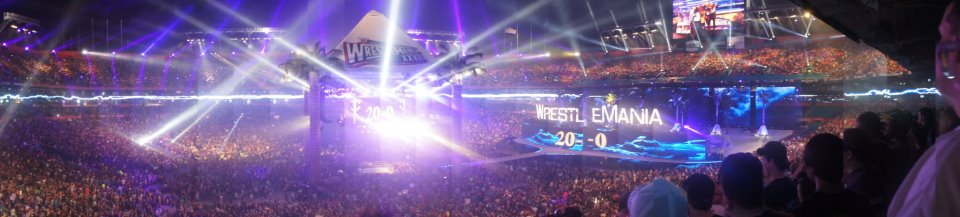
Le Sunlife Stadium après la victoire de The Undertaker

### Cody Rhodes contre Big Show
Lors du Raw du 20 février, une Bataille Royale est organisée pour déterminer l'aspirant au championnat de la WWE. Durant le match, Big Show élimine Cody Rhodes, puis lors du duel final entre Chris Jericho et Show, Rhodes agrippe la jambe de Big Show pour qu'il tombe hors du ring et se fasse éliminer. Big Show se lance ensuite à sa poursuite. Lors du SmackDown suivant, pendant le match qui oppose Show et Mark Henry, Rhodes apparaît et humilie Big Show en diffusant un extrait de sa défaite à WrestleMania 21 contre Akebono dans un match de sumo. Lors du Raw suivant, avant un Tag team match de Big Show et Sheamus contre Mark Henry et Cody Rhodes, ce dernier humilie Show une nouvelle fois en montrant sa défaite face au boxeur Floyd Money Mayweather à WrestleMania XXIV dans un match de boxe. Big Show et Sheamus gagnent ensuite le match. Lors d'une confrontation entre les deux hommes pendant le SmackDown du 2 mars, Theodore Long (manager général de SmackDown) annonce que Cody Rhodes défendra son titre intercontinental à WrestleMania XXVIII contre Big Show. L'occasion pour ce dernier de devenir le 24e Triple Crown Champion et 10e Grand Slam Champion de l'histoire de la WWE, le titre intercontinental étant le seul titre lui manquant pour atteindre ces deux objectifs.

### Équipe Teddy contre Équipe Laurinaitis
La rivalité entre les deux managers a commencé vers la mi-février, où John Laurinaitis, manager général de Raw, a fait part que ses compétences et ses habiletés devraient faire de lui le manager général de Raw et SmackDown. Theodore Long, manager général de SmackDown, n'a pas aimé le commentaire et désire rester manager de SmackDown. Leur rivalité débute officiellement lors d'un match entre le champion de la WWE CM Punk et le champion du monde poids lourds Daniel Bryan, où Laurinaitis avait volontairement arrêté le match à la suite d'un avantage imminent de Punk dans le match. Le match se termine à égalité, Laurinaitis favorisant le champion du monde poids lourds Daniel Bryan en levant sa main pour la victoire, et Theodore Long fait la même chose mais avec le champion de la WWE CM Punk. Durant la semaine du 5 au 9 mars, les directeurs avaient pris la décision que Long deviendrait manager de Raw le temps d'un soir, et Laurinaitis le manager de SmackDown le temps d'un soir. Finalement, ce sont les directeurs de la WWE eux-mêmes qui annoncent un match par équipe de 6 à WrestleMania, l'équipe gagnante fera du manager le manager de Raw et SmackDown. Les équipes se constituent au fur et à mesure des épisodes de Raw et SmackDown! précédant WrestleMania, au gré des alliances et interventions en faveur d'un des managers. Ainsi, l'équipe Teddy, menée par Santino Marella, se compose de Kofi Kingston, R-Truth, Zack Ryder (remis de ses blessures au dos), The Great Khali et Booker T, alors que l'équipe Laurinaitis, menée par David Otunga, compte Dolph Ziggler, Jack Swagger, Mark Henry, The Miz et Drew McIntyre, remplaçant Christian initialement prévu mais qui n'a pas été autorisé à combattre après son affrontement contre CM Punk lors du Raw du 26 mars.

### Kane contre Randy Orton
À la suite de l'Elimination Chamber (2012), où Kane a perdu son Ambulance match face à John Cena, le "Big Red Monster" réapparait au SmackDown du 2 mars et attaque Randy Orton durant son match contre Daniel Bryan. Orton rend à Kane la monnaie de sa pièce en l'attaquant à son tour au Raw suivant après son match contre R-Truth. La rivalité grandissant au fil des shows, Randy Orton décide le 16 mars, à WWE SmackDown, de venir sur le ring et de demander la raison des attaques de Kane. Ce dernier apparait et diffuse une vidéo montrant un match entre les deux hommes datant du 22 juillet 2011 où Kane, après avoir perdu, serre la main d'Orton.Kane déclare ensuite avoir été obsédé par ce moment où il avait montré de l'humanité, et décrète qu'il n'est plus ainsi et qu'il est redevenu inhumain. Pour le prouver, il défie donc Randy Orton dans un match à WrestleMania XXVIII.

### Kelly Kelly et Maria Menounos contre Beth Phoenix et Eve Torres
En 2009, Maria Menounos et son amie Nancy O'Dell ont la direction de RAW le temps d'une soirée. Un match est alors organisé avec  Maria Menounos, Kelly Kelly et Gail Kim contre Beth Phoenix, Rosa Mendes et Alicia Fox. Match que l'équipe de Maria remporte grâce au tombé de Maria sur Beth Phoenix. Une rivalité naît alors entre elle et Beth Phoenix. Elle revient sur le ring lors de Tribute to the troops de 2011 elle fait équipe avec Alicia Fox, Kelly Kelly et Eve Torres qui battent Nikki Bella, Brie Bella, Beth Phoenix et Natalya. Grâce à un Roll up de Maria sur Beth Phoenix. Leur rivalité est alors un peu plus forte. Lors de son émission Extra Maria Menounos interviewait Kelly Kelly, quand Beth Phoenix et Eve Torres sont intervenues durant l'émission, s'en prenant verbalement puis physiquement à la présentatrice avant l'intervention de la sécurité. Maria acceptant de remonter sur le ring de la WWE pour WrestleMania 28 face à Beth et Eve, et Kelly Kelly sera sa partenaire.

## Résultats des matchs
| #                                                                | Match | Stipulation | Durée |
| ---------------------------------------------------------------- | --- | --- | ----- |
| Pré-Show                                                         | Epico et Primo (c) battent Justin Gabriel et Tyson Kidd, Jimmy et Jey Uso. | Triple Threat Tag Team match pour le championnat par équipes. | 05:11 |
| 1                                                                | Sheamus bat Daniel Bryan (c) (avec AJ Lee) | Match simple pour le championnat du monde poids lourds. | 00:18 |
| 2                                                                | Kane bat Randy Orton. | Match simple,. | 10:56 |
| 3                                                                | Big Show bat Cody Rhodes (c). | Match simple pour le championnat intercontinental de la WWE. | 05:18 |
| 4                                                                | Kelly Kelly et Maria Menounos battent Beth Phoenix et Eve Torres. | Divas Tag Team match,. | 06:49 |
| 5                                                                | The Undertaker bat Triple H. | Hell in a Cell match, mettant en jeu la série d'invincibilité de 19 victoires 0 défaites de The Undertaker à WrestleMania End of an Era avec pour arbitre spécial Shawn Michaels. | 30:50 |
| 6                                                                | Team Laurinaitis (David Otunga, Mark Henry, Drew McIntyre, Dolph Ziggler, Jack Swagger et The Miz) bat Team Teddy (Santino Marella, Kofi Kingston, R-Truth, Zack Ryder, The Great Khali et Booker T). | 12-Man Tag Team match afin de déterminer le manager incontesté de Raw et SmackDown,.                                                                                              | 10:38 |
| 7                                                                | CM Punk (c) bat Chris Jericho par soumission. | Match simple pour le championnat de la WWE. Si Punk perdait par disqualification, il perdait la ceinture.                                                                         | 22:21 |
| 8                                                                | The Rock bat John Cena | Match simple "Once in a lifetime". | 30:34 |
| (c) désigne le(s) champion(s) défendant son titre dans le match. | | |       |